# Hibbertia exutiacies
Hibbertia exutiacies är en tvåhjärtbladig växtart som beskrevs av N. A. Wakefield. Hibbertia exutiacies ingår i släktet Hibbertia och familjen Dilleniaceae. Inga underarter finns listade i Catalogue of Life.